# Grevillea oxyantha
Grevillea oxyantha là một loài thực vật có hoa trong họ Quắn hoa. Loài này được Makinson miêu tả khoa học đầu tiên năm 1997.